# Austin Bearse
Austin Bearse(3 de abirl de 1808 - 2 de dezembro de 1881) foi uma capitão naval e abolicionista estadunidense, atuante no Cabo Cod, uma península em Massachusetts.

## Vida pré-abolicionista
Quando jovem, trabalhou ocasionalmente como imediato em navios de comércio de escravos na costa da Carolina do Sul e afetado por experiências de presenciar torturas e extremos maus-tratos aos escravos, Bearse tornou-se um abolicionista e continuou trabalhando como marinheiro, mas se recusou a negociar abaixo da Linha Mason-Dixon.

## Vida como abolicionista
Bearse trabalhou junto aos quarkers na libertação de alguns escravos entre 1847 e 1853, além de ajudar na Underground Railroad, uma rede secreta de passagens de escravos para os estados ao norte.
Um ano antes de falecer, escreveu o livro de memórias, Reminiscences of the Fugitive Slave-Law Days in Boston (1880), relatando suas experiências como abolicionista no Massachusetts. Bearse morreu em 2 de dezembro de 1881 e foi enterrado no Cemitério Beechwood em Centerville, Massachusetts.